# Silas Katompa Mvumpa
Silas Katompa Mvumpa (voorheen bekend als Silas Wamangituka) (Kinshasa, 6 oktober 1998) is een Congolees voetballer die doorgaans speelt als spits. In augustus 2019 verruilde hij Paris FC voor VfB Stuttgart. Katompa Mvumpa maakte in 2023 zijn debuut in het voetbalelftal van Congo-Kinshasa.

## Clubcarrière
Katompa Mvumpa speelde in zijn thuisland voor Olympic Matete, voor hij als zeventienjarige overgenomen werd door het Franse Olympique Alès. Na één seizoen bij die club vertrok hij naar Paris FC. Hier maakte hij zijn debuut op 31 augustus 2018. Op die dag werd door goals van Dyjan en Dylan Saint-Louis met 2–0 gewonnen van Troyes. Katompa Mvumpa moest van coach Mehmed Baždarević op de reservebank beginnen en hij mocht zeventien minuten voor tijd invallen voor Yannick Mamilonne. Zijn eerste treffer volgde op 9 november 2018. Op bezoek bij FC Lorient opende hij na drie minuten de score op aangeven van Romain Perraud. Door doelpunten van Lindsay Rose en Yoane Wissa won Lorient de wedstrijd toch met 2–1.
In de zomer van 2019 maakte Katompa Mvumpa voor een bedrag van circa acht miljoen euro de overstap naar VfB Stuttgart, waar hij zijn handtekening zette onder een verbintenis voor de duur van vijf seizoenen. In januari 2023 werd het contract van Katompa Mvumpa opengebroken en met twee seizoenen verlengd tot medio 2026. De aanvaller werd in september 2024 voor een jaar verhuurd aan Rode Ster Belgrado, met een optie tot koop.

## Clubstatistieken
| Seizoen | Club                 | Competitie    | Competitie | Competitie | Beker | Beker | Internationaal | Internationaal | Nacompetitie | Nacompetitie | Totaal | Totaal |
| Seizoen | Club                 | Competitie    | Wed.       | Dlp.       | Wed.  | Dlp.  | Wed.           | Dlp.           | Wed.         | Dlp.         | Wed.   | Dlp.   |
| ------- | -------------------- | ------------- | ---------- | ---------- | ----- | ----- | -------------- | -------------- | ------------ | ------------ | ------ | ------ |
| 2017/18 | Olympique Alès       | National 2    | 6          | 1          | 0     | 0     | —              | —              | —            | —            | 6      | 1      |
| 2018/19 | Paris FC             | Ligue 2       | 33         | 11         | 0     | 0     | —              | —              | —            | —            | 33     | 11     |
| 2019/20 | Paris FC             | Ligue 2       | 2          | 0          | 0     | 0     | —              | —              | —            | —            | 2      | 0      |
| 2019/20 | VfB Stuttgart        | 2. Bundesliga | 29         | 7          | 2     | 1     | —              | —              | —            | —            | 31     | 8      |
| 2020/21 | VfB Stuttgart        | Bundesliga    | 25         | 11         | 2     | 2     | —              | —              | —            | —            | 27     | 13     |
| 2021/22 | VfB Stuttgart        | Bundesliga    | 9          | 0          | 0     | 0     | —              | —              | —            | —            | 9      | 0      |
| 2022/23 | VfB Stuttgart        | Bundesliga    | 30         | 5          | 3     | 1     | —              | —              | 1            | 1            | 34     | 7      |
| 2023/24 | VfB Stuttgart        | Bundesliga    | 27         | 5          | 3     | 2     | —              | —              | —            | —            | 30     | 7      |
| 2024/25 | → Rode Ster Belgrado | Superliga     | 16         | 5          | 0     | 0     | 8              | 2              | —            | —            | 24     | 7      |
| Totaal  | Totaal               | Totaal        | 177        | 45         | 10    | 6     | 8              | 2              | 1            | 1            | 196    | 54     |

Bijgewerkt op 20 juli 2025.

## Interlandcarrière
Katompa Mvumpa maakte op 24 maart 2023 zijn debuut in het voetbalelftal van Congo-Kinshasa, toen dat in een kwalificatiewedstrijd voor het AK 2023 met 3–1 van Mauritanië won. De doelpunten werden gemaakt door Gaël Kakuta, Cédric Bakambu en Arthur Masuaku, terwijl Aly Abeid voor de tegengoal zorgde. Katompa Mvumpa moest van bondscoach Sébastien Sesabre op de reservebank starten en hij mocht zeventien minuten na rust invallen voor Yoane Wissa. De andere Congolese debutanten dit duel waren Aldo Kalulu (FC Sochaux) en William Balikwisha (Standard Luik). Zijn eerste doelpunt in een interland maakte de aanvaller op 21 januari 2024, toen hij tegen Marokko gelijkmaakte nadat dat land door Achraf Hakimi op voorsprong was gekomen. Het zou bij 1–1 blijven.
| Interlands van Silas Katompo Mvumpa voor Congo-Kinshasa | Interlands van Silas Katompo Mvumpa voor Congo-Kinshasa | Interlands van Silas Katompo Mvumpa voor Congo-Kinshasa | Interlands van Silas Katompo Mvumpa voor Congo-Kinshasa | Interlands van Silas Katompo Mvumpa voor Congo-Kinshasa | Interlands van Silas Katompo Mvumpa voor Congo-Kinshasa |
| №                                                       | Datum                                                   | Wedstrijd                                               | Uitslag                                                 | Competitie                                              | Goals                                                   |
| Als speler bij VfB Stuttgart                            | Als speler bij VfB Stuttgart                            | Als speler bij VfB Stuttgart                            | Als speler bij VfB Stuttgart                            | Als speler bij VfB Stuttgart                            | Als speler bij VfB Stuttgart                            |
| ------------------------------------------------------- | ------------------------------------------------------- | ------------------------------------------------------- | ------------------------------------------------------- | ------------------------------------------------------- | ------------------------------------------------------- |
| 1                                                       | 24 maart 2023                                           | Congo-Kinshasa – Mauritanië                             | 3 – 1                                                   | AK 2023 kwalificatie                                    |                                                         |
| 2                                                       | 9 september 2023                                        | Congo-Kinshasa – Soedan                                 | 2 – 0                                                   | AK 2023 kwalificatie                                    |                                                         |
| 3                                                       | 12 september 2023                                       | Zuid-Afrika – Congo-Kinshasa                            | 1 – 0                                                   | Vriendschappelijk                                       |                                                         |
| 4                                                       | 13 oktober 2023                                         | Nieuw-Zeeland – Congo-Kinshasa                          | 1 – 1                                                   | Vriendschappelijk                                       |                                                         |
| 5                                                       | 15 november 2023                                        | Congo-Kinshasa – Mauritanië                             | 2 – 0                                                   | WK 2026 kwalificatie                                    |                                                         |
| 6                                                       | 19 november 2023                                        | Soedan – Congo-Kinshasa                                 | 1 – 0                                                   | WK 2026 kwalificatie                                    |                                                         |
| 7                                                       | 6 januari 2024                                          | Congo-Kinshasa – Angola                                 | 0 – 0                                                   | Vriendschappelijk                                       |                                                         |
| 8                                                       | 17 januari 2024                                         | Congo-Kinshasa – Zambia                                 | 1 – 1                                                   | AK 2023                                                 |                                                         |
| 9                                                       | 21 januari 2024                                         | Marokko – Congo-Kinshasa                                | 1 – 1                                                   | AK 2023                                                 | 76'                                                     |
| 10                                                      | 24 januari 2024                                         | Tanzania – Congo-Kinshasa                               | 0 – 0                                                   | AK 2023                                                 |                                                         |
| 11                                                      | 28 januari 2024                                         | Egypte – Congo-Kinshasa                                 | 1 – 1 (7 – 8 n.s.)                                      | AK 2023                                                 |                                                         |
| 12                                                      | 2 februari 2024                                         | Congo-Kinshasa – Guinee                                 | 3 – 1                                                   | AK 2023                                                 |                                                         |
| 13                                                      | 7 februari 2024                                         | Ivoorkust – Congo-Kinshasa                              | 1 – 0                                                   | AK 2023                                                 |                                                         |
| 14                                                      | 10 februari 2024                                        | Zuid-Afrika – Congo-Kinshasa                            | 0 – 0 (6 – 5 n.s.)                                      | AK 2023                                                 |                                                         |
| Als speler bij Rode Ster Belgrado                       |                                                         |                                                         |                                                         |                                                         |                                                         |
| 15                                                      | 10 oktober 2024                                         | Congo-Kinshasa – Tanzania                               | 1 – 0                                                   | AK 2025 kwalificatie                                    |                                                         |
| 16                                                      | 15 oktober 2024                                         | Tanzania – Congo-Kinshasa                               | 0 – 2                                                   | AK 2025 kwalificatie                                    |                                                         |
| 17                                                      | 19 november 2024                                        | Congo-Kinshasa – Ethiopië                               | 1 – 2                                                   | AK 2025 kwalificatie                                    |                                                         |
| 18                                                      | 21 maart 2025                                           | Congo-Kinshasa – Zuid-Soedan                            | 1 – 0                                                   | WK 2026 kwalificatie                                    |                                                         |

Bijgewerkt op 20 juli 2025.

## Naam en leeftijd
Op 8 juni 2021 kwam Katompa Mvumpa met de bekentenis dat hij jarenlang speelde onder een valse naam en valse leeftijd. Hij speelde jaren lang onder de naam Silas Wamangituka en is een jaar ouder dan tot dat moment bekend was. Dit hield hij jarenlang geheim vanwege angst voor de consequenties voor hem en zijn familie in Congo-Kinshasa. Gesteund door zijn nieuwe zaakwaarnemer durfde hij met zijn ware identiteit naar buiten te komen. Vanwege het spelen onder een valse naam legde de Duitse voetbalbond hem een schorsing van drie maanden op, naast een boete van dertigduizend euro.